# Aplomyodoria arida
Aplomyodoria arida är en tvåvingeart som beskrevs av Townsend 1928. Aplomyodoria arida ingår i släktet Aplomyodoria och familjen parasitflugor.
Artens utbredningsområde är Peru. Inga underarter finns listade i Catalogue of Life.